# 小行星9226
小行星9226（9226 Arimahiroshi）是一颗绕太阳运转的小行星，为主小行星带小行星。该小行星于1996年1月19日发现。

## 轨道参数
小行星9226的轨道半长轴为428 152 133 km，2.8619795 UA，离心率为0.037。